# えのきどいちろう
えのきど いちろう（男性、1959年8月13日 - ）は、日本のコラムニスト。本名：榎戸 一朗。Vジャンプにて我輩はゲームである。を連載中。

## 略歴
秋田県生まれ。中央大学杉並高等学校、中央大学経済学部卒業。大学在学中に仲間内で発刊したミニコミ誌『中大パンチ』が宝島の編集者の目に留まり、在学中からコラムニストとして活動を始める。消しゴム版画家のナンシー関を、当時ホットドッグプレスの編集者だったいとうせいこうに紹介して、世に送り出した。
2007年からはアジアリーグアイスホッケーのH.C.栃木日光アイスバックスの運営会社である、株式会社栃木ユナイテッドの取締役を務める。
執筆活動と共に、テレビ・ラジオのレギュラーも数多く、テレビ番組では、2002 FIFAワールドカップ開催時にスカパー!で関連番組の司会を務め、ラジオ番組では、文化放送の平日帯 朝ワイド番組のパーソナリティを4年間 担当した。

## 人物
北海道日本ハムファイターズの大ファンとしても知られ、現在も北海道新聞や文春野球でコラムを掲載している。えのきど自身も少年時代は釧路市に在住しており、野球やアイスホッケーに興じていたという。
アルビレックス新潟のサポーターでもあり、公式ウェブサイトの「アルビレックス散歩道」や新潟日報等でコラムを手掛けている。
テレビゲーム好きで桃太郎電鉄は1回目で全物件制覇ができるが、リセットを何度も使う。妻もゲーム好きで、UNOの日本チャンピオン。
ペンネーム・芸名が平仮名の理由は漢字表記の「榎戸」だと「えのど」と間違えられるから。

## 著書
- 「女子プロレスによろしく」
- 「えのきどいちろうニッポン非公認記録」
- 「社会の窓」
- 「新・ニッポン非公認記録」
- 「妙な塩梅」
- 「東京3D案内」
- 「井上陽水全発言」
- 「ラブなんだな」
- 「二十世紀の梨と真実」
- 「心配御無用」
- 「妙な塩梅」（文庫バージョン）
- 「西へ行く者は西へ進む」
- 「我輩はゲームである。其ノ壱」 (集英社、2008年12月19日)ISBN 4087794903
- 「我輩はゲームである。其ノ弐」(集英社、2010年9月21日)ISBN 4087795691
- 「サッカー茶柱観測所」
- 「F党宣言！俺たちの北海道日本ハムファイターズ」
- 「アルビレックス散歩道 2009-2010」（アルビレックス新潟公式サイトでの連載をまとめたもの。アルビレックス新潟オフィシャルインターネットショップでのみ購入可能）
- 「アルビレックス散歩道 2011」
- 「愛の山田うどん 廻ってくれ、俺の頭上で!!」（北尾トロとの共著）
- 「アルビレックス散歩道 2012」
- 「みんなの山田うどん かかしの気持ちは目でわかる!」（北尾トロとの共著）

## 出演

### 現在の主な出演
- 土曜ワイドラジオTOKYO ナイツのちゃきちゃき大放送（TBSラジオ）

### 過去の主な出演
- TVブックメーカー（フジテレビ）1991年7月8日〜9月23日（不定期出演）。ベッター（賭ける人）として参加。
- Wanted!!（TBSラジオ）2012年10月〜12月
- えのきどいちろう意気揚々（文化放送）
- えのきどいちろうの深夜放送主義(TOKYO FM)
- BATTLE TALK RADIO アクセス（TBSラジオ）
- ワールドカップ・ジャーナル（スカパー!）
- CLUB DE TOKIO（J-WAVE）
- ミミガク（TBSラジオ）
- くにまるジャパン（文化放送）
- くにまるジャパン 極（文化放送）
- 土曜倶楽部（NHK教育テレビ）1989年4月-1990年3月